# Jordan, rättsläkare
Jordan, rättsläkare (Originaltitel: Crossing Jordan) är en amerikansk kriminal/drama TV-serie som sändes åren 2001-2007 (totalt 117 avsnitt på NBC. 
Serien har vunnit fem priser, däribland ASCAP award för top serie åren 2002, 2003 och 2004. Serien har även nominerats till sju andra priser så som Art Directors Guilds pris i kategorin Single-Camera Television Series.

## Om serien
Serien sändes på den amerikanska TV-kanalen NBC. Efter en sjätte säsong lade NBC ner serien den 14 maj 2007. Serien har sänts i Sverige i både TV4 och TV4 Plus. Den första säsongen släpptes på DVD i USA den 6 maj 2008, och senare under året i England.
Serien handlar om rättsläkaren Jordan Cavanaugh och hennes arbetskollegor som arbetar på en bårhus i Boston, USA. 

## Rollista i urval

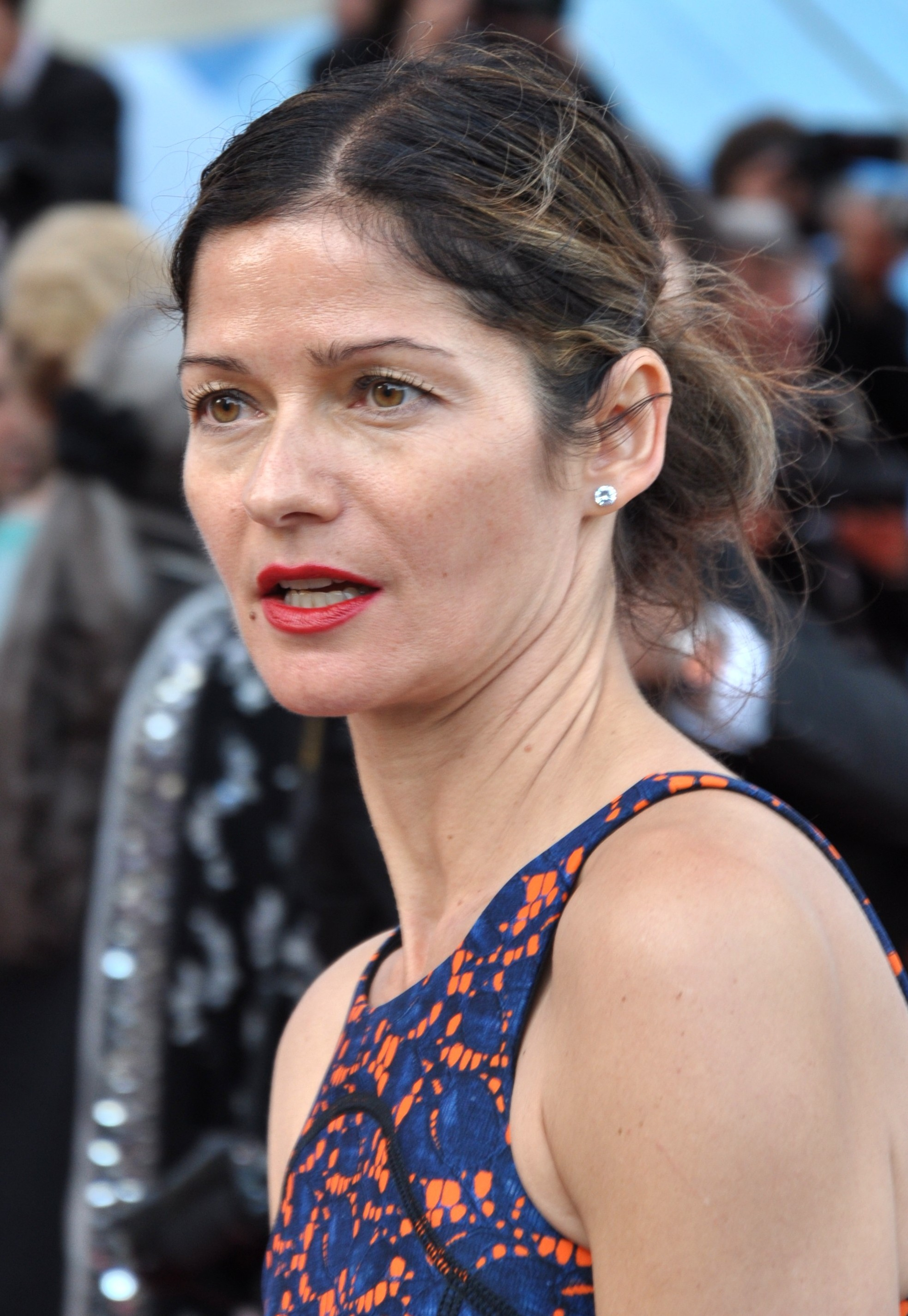
Jill Hennessy - Jordan Cavanaugh

- Jill Hennessy - Jordan Cavanaugh

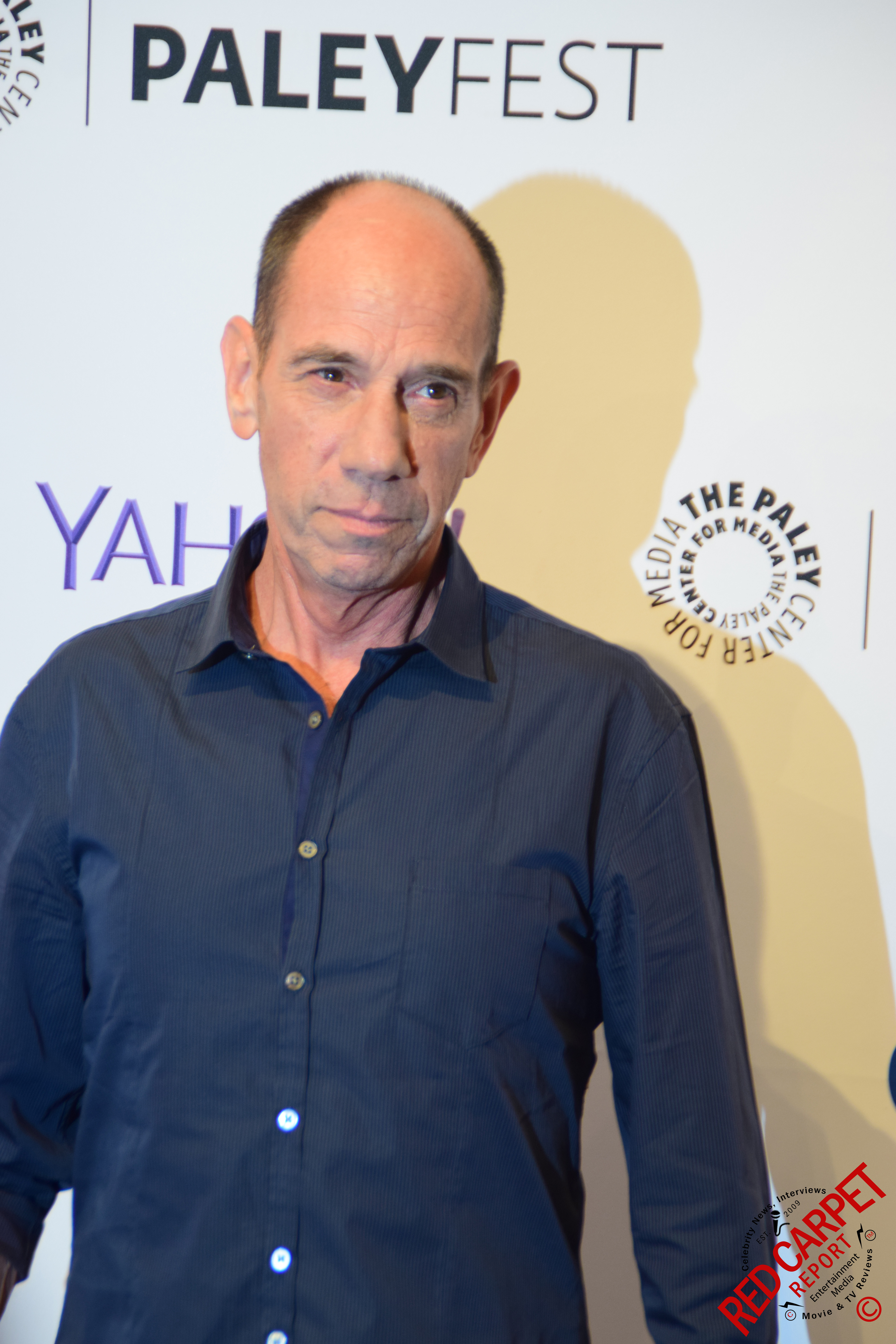
Miguel Ferrer - Garrett Macy

- Miguel Ferrer - Garrett Macy
- Ken Howard - Max Cavanaugh
- Steve Valentine - Nigel Townsend
- Jerry O'Connell - Woody Hoyt
- Kathryn Hahn - Lily Lebowski
- Ravi Kapoor - Bug